# Нефрозоа
Нефрозоа (лат. Nephrozoa) — клада билатеральных (двусторонне-симметричных) животных, включающая их всех, кроме представителей типа ксенацеломорф (Xenacoelomorpha).
Предполагается, что возникновение первых организмов этой группы произошло задолго до начала кембрия, примерно 555 миллионов лет назад.

## Филогения
Клада Nephrozoa включает двух главных потомков последнего общего предка билатерий: Первичноротые (Protostomia) и Вторичноротые (Deuterostomia). Их ближайшими родственниками считаются Xenacoelomorpha — группа, объединяющая ксенотурбелл и акэломорф. Современные молекулярно-филогенетические данные подтверждают, что Nephrozoa образуют сестринскую кладe к Xenacoelomorpha, вместе составляя Bilateria.
Филогенетический анализ на основе филогеномных данных (в том числе транскриптомов и микросателлитов) показал, что Nephrozoa представляют собой монофилетическую группу с высокой статистической поддержкой. Их общим предком, по-видимому, был организм, обладавший передне-задней осью, тремя зародышевыми слоями и системой выделения на основе нефридиев, что отражено в названии группы.
Ранее высказывались альтернативные гипотезы, согласно которым Xenacoelomorpha могли входить в состав вторичноротых в составе клады Xenambulacraria (объединяющей ксенакоэломорф и Ambulacraria — иглокожих и полухордовых). Однако дальнейшие исследования показали, что такие результаты, как правило, были вызваны артефактами систематических ошибок, в частности, длинными ветвями и смещением частот аминокислот.
Таким образом, на сегодняшний день наиболее поддерживаемая филогенетическая гипотеза гласит:
- Bilateria делится на Nephrozoa и Xenacoelomorpha.
- Nephrozoa включает Protostomia и Deuterostomia.
- Общий предок Nephrozoa уже имел специализированные органы (в том числе выделительные) и сложную тканевую организацию.

## Систематика
Клада выделена на основе генетического анализа, объединяет в себя всех вторичноротых и первичноротых животных. Исследования с помощью транскриптомного анализа в 2016 году показали, что сестринской группой к Nephrozoa является тип Xenacoelomorpha, лежащий в основании филогенетического древа двусторонне-симметричных животных:

|             | Ксенацеломорфы (Xenacoelomorpha)                                                              |
|             |                                                                                               |
| Нефрозоа    | \| \| Первичноротые (Protostomia) \| \| \| \| \| \| Вторичноротые (Deuterostomia) \| \| \| \| |
| (Nephrozoa) | \| \| Первичноротые (Protostomia) \| \| \| \| \| \| Вторичноротые (Deuterostomia) \| \| \| \| |
|             | Первичноротые (Protostomia)                                                                   |
|             |                                                                                               |
|             | Вторичноротые (Deuterostomia)                                                                 |
|             |                                                                                               |

|  | Первичноротые (Protostomia)   |
|  |                               |
|  | Вторичноротые (Deuterostomia) |
|  |                               |